# Dragonite
Dragonite (japanski: カイリュー Kairyū) jedan je od 1025 fiktivnih vrsta Pokémona iz medijske franšize Pokémon, skupa Pokémon videoigara, animiranih serija, manga stripova, knjiga, igraćih karata i drugih medija kojima je tvorac Satoshi Tajiri. Svrha je Dragonitea u videoigrama, animiranoj seriji i manga stripovima, kao i svrha ostalih Pokémona, borba s divljim Pokémonima – neukroćenim stvorenjima koje igrači i likovi pronalaze dok kreću na razne avanture – i pripitomljenim Pokémonima drugih Pokémon trenera.

## Etimologijaimena
Ime Dragonite odnosi se na pojam "draconite", vrijedan dragulj za koji se držalo da se nalazi unutar zmajeve lubanje. Istovremeno, ime bi moglo biti kombinacija engleskih riječi "dragon" = zmaj, i "knight" = vitez. 
Njegovo japansko ime, Kairyu, doslovno se da prevesti kao "Morski zmaj" (jap. "kai" = more, "ryū" = zmaj).

## Pokédex podaci
- Pokémon Red/Blue: Izuzetno rijetko viđen morski Pokémon. Kažu da njegova inteligencija graniči s ljudskom.
- Pokémon Yellow: Kažu kako ovaj Pokémon živi negdje na moru i posjeduje sposobnost leta. Ipak, informacije su smatrane glasinama.
- Pokémon Gold: Kažu kako ovaj Pokémon stalno leti preko neizmjernih morskih površina i spašava ljude koji se utapaju.
- Pokémon Silver: Ovaj morski Pokémon snažno je građen zbog čega slobodno leti preko olujnih mora bez ikakvih nevolja.
- Pokémon Crystal: Smatra se kako negdje u oceanu leži otok na kojem se okupljaju ovi Pokémoni. Smatra se kako samo oni ondje žive.
- Pokémon Ruby/Sapphire: Dragonite je sposoban preletjeti oko zemlje u samo šesnaest sati. Nježan je Pokémon koji vodi izgubljene brodove u olujama do sigurnosti kopna.
- Pokémon Emerald: Dragonite je sposoban preletjeti oko zemlje u samo šesnaest sati. Nježan je Pokémon koji vodi izgubljene brodove u olujama do sigurnosti kopna.
- Pokémon FireRed: Sposoban je letjeti unatoč svojoj pozamašnoj građi tijela. Sposoban je preletjeti svijet u samo šesnaest sati.
- Pokémon LeafGreen: Samo su rijetki ljudi vidjeli ovog Pokémona. Njegova inteligencija graniči s ljudskom.
- Pokémon Diamond/Pearl: Kažu kako pronalazi svoj dom negdje u moru. Vodi brodolomce natrag na sigurnost kopna.

## U videoigrama
Dragonitea nije moguće pronaći u divljini u ijednoj od igara. Najčešći način dobivanja Dragonitea jest razvijanjem Dragonaira na 55. razini nadalje, koji se zauzvrat razvija iz Dratinija na 30. razini. 
U igrama Pokémon Red, Blue i Yellow, Dragonite je imao najvišu Attack statistiku od svih Pokémona prve generacije. Čak i nakon prve generacije, ostao je među omiljenim kompetitivnim Pokémonima, te njegove statistike često spadaju među 100 najviših od svih Pokémona. Dragonite kao Pokémon sposobnost posjeduje Unutarnje žarište (Inner Focus) koja mu onemogućuje da ustukne. Poput Tyranitara, Salamencea, Metagrossa i Garchompa, Dragoniteov je zbroj statistika jednak malenim Legendarnim stvorenjima (Mew, Celebi, Jirachi, Shaymin, Manaphy).
U igrama Pokémon Diamond i Pearl, Dragonitea koristi tajkun Borbenog tornja pri njegovoj prvoj borbi.
Iako je Letećeg podtipa, Dragonite nije bio sposoban naučiti Skrivenu tehniku (HM) Letenja (Fly) u prvoj generaciji, iako je kasnije ova greška ispravljena u igrama druge generacije.

## Tehnike
| Prirodne tehnike                 | Prirodne tehnike | Prirodne tehnike |
| -------------------------------- | ---------------- | ---------------- |
| Tehnika                          | Vrsta tehnike    | Razina           |
| Vatreni udarac (Fire Punch)      | Vatreni          |                  |
| Gromoviti udarac (Thunder Punch) | Električni       |                  |
| Lijeganje (Roost)                | Leteći           |                  |
| Omatanje (Wrap)                  | Normalni         |                  |
| Opaki pogled (Leer)              | Normalni         |                  |
| Gromoviti val (Thunder Wave)     | Električni       |                  |
| Tornado (Twister)                | Zmaj             |                  |
| Zmajev bijes (Dragon Rage)       | Zmaj             |                  |
| Tresak (Slam)                    | Normalni         |                  |
| Okretnost (Agility)              | Psihički         |                  |
| Vodeni rep (Aqua Tail)           | Vodeni           |                  |
| Zmajev nalet (Dragon Rush)       | Zmaj             |                  |
| Tjelesni čuvar (Safeguard)       | Normalni         |                  |
| Zmajev ples (Dragon Dance)       | Zmaj             |                  |
| Napad krilima (Wing Attack)      | Leteći           | 55               |
| Nasilje (Outrage)                | Zmaj             | 64               |
| Snažna zraka (Hyper Beam)        | Normalni         | 73               |

## Statistike
| HP:      | 91  |  |
| Attack:  | 134 |  |
| Defense: | 95  |  |
| Special: | 100 |  |
| SpAtk:   | 100 |  |
| SpDef:   | 100 |  |
| Speed:   | 80  |  |

Statistika Special korištena je samo tijekom prve generacije; kasnije je podijeljenja na Special Attack i Special Defense statistike.

## U animiranoj seriji
Dragoniteova sjenovita pojava viđena je po prvi put u epizodi "Mystery At The Lighthouse". U ovoj epizode, Bill objašnjava kako je u potrazi za rijetkim Pokémonima, i trenutačno traži jednog kojeg čuje preko mora. Iako se spomenuti Pokémon kasnije i pojavi, Tim Raketa preplaši ga i otjera prije nego izađe iz sjene. Dragoniteovo glasanje u ovoj epizodi zvuči kao glasanje kita, te je isto glasanje kasnije korišteno i za Lugiju u drugom Pokémon filmu. 
U Pokémon filmu "Mewtwo Strikes Back", Dragonite služi Mewtwou kao glasnik koji odnosi pozivnice Ashu i ostalim trenerima. Ovaj Dragonite nije bio viši od prosječnog čovjeka, ne nalik onom iz prethodno spomenute epizode koji je bio veličine svjetionika.
Drugi Dragonite kasnije se pojavio i u epizodama Orange otoka ("Hello Pumello" i "Enter the Dragonite"). Ash je morao pobijediti njegovog trenera, Drakea, kako bi pobijedio u Orange ligi. Ovaj je Dragonite bio Drakeov najsnažniji Pokémon, te je kao takav uspio pobijediti većinu Ashova tima. Ipak, Ashov Pikachu naposljetku je uspio pobijediti Pokémon zmaja korištenjem ojačane tehnike Groma (Thunder).
Lance, pripadnik Elitne četvorke posjeduje Dragonitea, koji je viđen na Jezeru bijesa i tijekom borbe između Groudona i Kyogrea.